# Josef Boumedienne
Josef Boumedienne, né le 12 janvier 1978 à Stockholm en Suède, est un joueur professionnel de hockey sur glace bi-national suédois et finlandais d'origine algérienne.
Il est né d'un père algérien et d'une mère finlandaise.

## Repêchage
En 1996 il est choisi au cours du repêchage d'entrée de la Ligue nationale de hockey par les Devils du New Jersey en 4e ronde, 91e position.

## Carrière internationale
Il représente la Suède au cours des compétitions suivantes :
Championnat d'Europe junior
- 1996

Championnat du monde junior
- 1997 et 1998

## Distinctions
- Membre du All-Star Game de AHL saison 2000-2001
- Membre du All-Star team de SM-Liiga saison 2004-2005

## Palmarès
- Médaille de bronze au championnat du monde junior en 1996 avec la Suède
- Champion de Finlande SM-Liiga en 2005 et 2007 avec Kärpät Oulu

## Statistiques
| Saison     | Équipe                 | Ligue      |    | Saison régulière | Saison régulière | Saison régulière | Saison régulière | Saison régulière |    | Séries éliminatoires | Séries éliminatoires | Séries éliminatoires | Séries éliminatoires | Séries éliminatoires |
| Saison     | Équipe                 | Ligue      | PJ | B                | A                | Pts              | Pun              | PJ               | B  | A                    | Pts                  | Pun                  |                      |                      |
| 1996-1997  | Södertälje SK          | Elitserien | 32 | 1                | 1                | 2                | 32               | --               | -- | --                   | --                   | --                   |                      |                      |
| 1997-1998  | Södertälje SK          | Elitserien | 26 | 3                | 3                | 6                | 28               |                  |    |                      |                      |                      |                      |                      |
| 1998-1999  | Tappara Tampere        | SM-liiga   | 51 | 6                | 8                | 14               | 119              | --               | -- | --                   | --                   | --                   |                      |                      |
| 1999-2000  | Tappara Tampere        | SM-liiga   | 50 | 8                | 24               | 32               | 160              | 4                | 1  | 2                    | 3                    | 10                   |                      |                      |
| 2000-2001  | River Rats d'Albany    | LAH        | 79 | 8                | 29               | 37               | 117              | --               | -- | --                   | --                   | --                   |                      |                      |
| 2001-2002  | Devils du New Jersey   | LNH        | 1  | 1                | 0                | 1                | 2                | --               | -- | --                   | --                   | --                   |                      |                      |
| 2001-2002  | Lightning de Tampa Bay | LNH        | 3  | 0                | 0                | 0                | 4                | --               | -- | --                   | --                   | --                   |                      |                      |
| 2001-2002  | River Rats d'Albany    | LAH        | 9  | 0                | 3                | 3                | 10               | --               | -- | --                   | --                   | --                   |                      |                      |
| 2001-2002  | Falcons de Springfield | LAH        | 53 | 7                | 25               | 32               | 57               | --               | -- | --                   | --                   | --                   |                      |                      |
| 2002-2003  | Capitals de Washington | LNH        | 6  | 1                | 0                | 1                | 0                | --               | -- | --                   | --                   | --                   |                      |                      |
| 2002-2003  | Pirates de Portland    | LAH        | 44 | 8                | 22               | 30               | 77               | --               | -- | --                   | --                   | --                   |                      |                      |
| 2002-2003  | Senators de Binghamton | LAH        | 26 | 2                | 15               | 17               | 62               | --               | -- | --                   | --                   | --                   |                      |                      |
| 2003-2004  | Capitals de Washington | LNH        | 37 | 2                | 12               | 14               | 30               | --               | -- | --                   | --                   | --                   |                      |                      |
| 2003-2004  | Pirates de Portland    | LAH        | 13 | 1                | 8                | 9                | 10               | --               | -- | --                   | --                   | --                   |                      |                      |
| 2004-2005  | Brynäs IF              | Elitserien | 13 | 6                | 0                | 6                | 43               | --               | -- | --                   | --                   | --                   |                      |                      |
| 2004-2005  | Kärpät Oulu            | SM-liiga   | 32 | 5                | 10               | 15               | 58               | 12               | 1  | 5                    | 6                    | 12                   |                      |                      |
| 2005-2006  | ZSC Lions              | LNA        | 17 | 1                | 10               | 11               | 24               | --               | -- | --                   | --                   | --                   |                      |                      |
| 2005-2006  | Södertälje SK          | Elitserien | 26 | 1                | 19               | 20               | 62               | --               | -- | --                   | --                   | --                   |                      |                      |
| 2006-2007  | Kärpät Oulu            | SM-liiga   | 18 | 2                | 2                | 4                | 36               | 10               | 1  | 3                    | 4                    | 16                   |                      |                      |
| 2007-2008  | Bears de Hershey       | LAH        | 52 | 7                | 35               | 42               | 81               | 1                | 0  | 0                    | 0                    | 2                    |                      |                      |
| 2008-2009  | Marlies de Toronto     | LAH        | 19 | 0                | 7                | 7                | 29               |                  |    |                      |                      |                      |                      |                      |
| 2008-2009  | Kärpät Oulu            | SM-liiga   | 17 | 3                | 7                | 10               | 32               | 15               | 1  | 8                    | 9                    | 32                   |                      |                      |
| 2009-2010  | Dinamo Minsk           | KHL        | 17 | 0                | 7                | 7                | 30               |                  |    |                      |                      |                      |                      |                      |
| 2009-2010  | EV Zoug                | LNA        | 7  | 0                | 4                | 4                | 8                | 2                | 0  | 1                    | 1                    | 4                    |                      |                      |
| 2010-2011  | Djurgården Hockey      | Elitserien | 52 | 5                | 25               | 30               | 73               | 7                | 0  | 3                    | 3                    | 6                    |                      |                      |
| 2011-2012  | Djurgården Hockey      | Elitserien | 36 | 2                | 15               | 17               | 32               | -                | -  | -                    | -                    | -                    |                      |                      |
| 2011-2012  | Jokerit                | SM-liiga   | 16 | 1                | 7                | 8                | 26               | 10               | 3  | 3                    | 6                    | 18                   |                      |                      |
| 2012-2013  | HC Slovan Bratislava   | KHL        | 17 | 0                | 2                | 2                | 18               | -                | -  | -                    | -                    | -                    |                      |                      |
| 2012-2013  | Kärpät Oulu            | SM-liiga   | 14 | 0                | 1                | 1                | 6                | 3                | 0  | 3                    | 3                    | 4                    |                      |                      |
| Totaux LNH | Totaux LNH             | Totaux LNH | 47 | 4                | 12               | 16               | 36               |                  |    |                      |                      |                      |                      |                      |